# 科斯莫拉马
科斯莫拉马是巴西圣保罗州的一个市镇。总面积441.326平方公里，总人口7033人，人口密度15.9人/平方公里。